# Yu-Gi-Oh! Capsule Monsters
Yu-Gi-Oh! Capsule Monsters (japonês: 遊戯王カプセルモンスターズ, Hepburn: Yūgiō Kapuseru Monsutāzu) é um anime de 12 episódios comissionado, produzido e editado por 4Kids Entertainment. É considerado uma parte oficial do anime Yu-Gi-Oh! Duel Monsters, passando-se entre os episódios 198 e 199. Trata-se de uma batalha por sobrevivência na qual Yugi troca seu disco de duelo por um atirador de cápsulas.

## História
Quando Joey ganha uma estranha viagem para quatro pessoas, Yugi e seus amigos decidem ter umas merecidas férias. Ou pelo menos era o que eles queriam! Antes de chegar ao seu destino, o avião cai em uma floresta deserta, onde o grupo se encontra com o misterioso Dr. Alex Brisbane, um arqueólogo que encontrara uma pirâmide naquela região, milhões de milhas longe do Egito.
Quando Yugi e seus amigos entram na pirâmide, eles são magicamente transportados para um mundo habitado pelos Monstros de Duelo, que podem ser capturados e invocados por meio de cápsulas.